# La maldición de Bly Manor
La maldición de Bly Manor (en inglés, The Haunting of Bly Manor) es una serie de televisión web estadounidense de drama y romance gótico, creada por Mike Flanagan para Netflix, y está vagamente basada en la obra The Turn of the Screw de Henry James. Es la serie de seguimiento de La maldición de Hill House y la segunda temporada de la serie de antología The Haunting. El equipo creativo y gran parte del elenco de Hill House regresó para Bly Manor, pero las narraciones de las dos temporadas no están conectadas. La maldición de Bly Manor se estrenó en Netflix el 9 de octubre de 2020, contando con la participación de actores recurrentes del director Mike Flanagan como Victoria Pedretti, Oliver Jackson-Cohen, Henry Thomas, Kate Siegel, Carla Gugino y Catherine Parker.

## Premisa
«La historia cuenta que una joven institutriz fue contratada por un hombre para cuidar a sus sobrinos en la casa de campo de la familia después de que cayeran bajo su cuidado. Al llegar a la finca Bly, comienza a ver apariciones que proceden a atormentar el lugar».

## Elenco y personajes

### Principales
- Victoria Pedretti como Danielle «Dani» Clayton:[3][4] una joven estadounidense contratada como au pair para los hijos de la acaudalada familia Wingrave en Inglaterra. Dani se muda a Inglaterra para escapar de su traumático pasado, y rápidamente se convierte en objeto de los acontecimientos paranormales de la Mansión Bly.
  - Elizabeth Allhands como Dani joven
- Oliver Jackson-Cohen como Peter Quint:[4][5] un antiguo asistente ejecutivo de Henry Wingrave que visitaba frecuentemente la Mansión Bly antes de la llegada de Dani. Su fantasma continúa rondando los terrenos de la mansión.
- Amelia Eve como Jamie:[4][6] la jardinera de la Mansión Bly.
  - Carla Gugino como Jamie anciana / la narradora:[7] que cuenta los eventos de la serie a los invitados de una boda en el norte de California en 2007.
- T'Nia Miller como Hannah Grose:[6] el ama de llaves de la Mansión Bly que es ferozmente protectora de los terrenos y de los niños Wingrave.
- Rahul Kohli como Owen Sharma:[6] el cocinero de la Mansión Bly que frecuentemente pasa tiempo fuera de los terrenos para cuidar de su madre enferma.
  - Kamal Khan como Owen anciano
- Tahirah Sharif como Rebecca Jessel:[4] la predecesora fallecida de Dani que comenzó a trabajar en la Mansión Bly un año antes de la llegada de Dani. Rebecca tenía una relación romántica con Peter Quint antes de su muerte.
- Amelie Bea Smith como Flora Wingrave:[6] la hija menor de los difuntos Dominic y Charlotte Wingrave. Flora tiene el hábito de hacer efigies de los residentes de la mansión, y tiene una gran casa de muñecas modelada según la misma.
  - Christie Burke como Flora adulta / la novia
  - Alice Comer como Flora niña
- Benjamin Evan Ainsworth como Miles Wingrave:[6] el excéntrico niño mayor Wingrave que ha vivido con su hermana en la Mansión Bly desde su expulsión de un internado.
  - Thomas Nicholson como Miles adulto / el hermano de la novia
  - Kasen Kelly como Miles niño
- Henry Thomas como Henry Wingrave:[8] el distanciado tío de Miles y Flora que contrata a Dani como au pair en la Mansión Bly.
  - Duncan Fraser como Henry anciano / el padre de la novia

### Recurrentes
- Greg Sestero como el novio / James
- Jim Piddock como Padre Stack
- Calix Fraser[9] como Fantasma cara de muñeca
- Roby Attal[10] como Edmund «Eddie» O'Mara: el prometido de Dani, antes de su mudanza a Londres, que murió en un accidente de coche. El fantasma de Eddie sigue persiguiendo a Dani en la actualidad como una manifestación de la culpa que siente por su muerte.
  - Daxton Gujral como Eddie joven
- Lynda Boyd como Judy O'Mara: la madre de Eddie.
- Teryl Rothery como Karen Clayton: la madre de Dani.
- Alex Essoe[11] como Charlotte Wingrave: la difunta madre de Miles y Flora.
- Matthew Holness[9] como Dominic Wingrave: el difunto padre de Miles y Flora y el hermano de Henry.
- Lizzy McInnerny como Elspeth
- Kate Siegel[9] como Viola Willoughby-Lloyd: heredera del dueño original de la Mansión Bly hace siglos.
  - Daniela Dib como La Dama del Lago
- Catherine Parker[6] como Perdita Willoughby-Lloyd: la hermana menor de Viola.
- Martin McCreadie como Arthur Lloyd: el esposo de Viola que inicialmente corteja a Perdita.
- Liam Raymond Dib[9] como el Doctor de la Peste

## Episodios
| N.º | Título                                                                      | Dirigido por                | Escrito por           | Fecha de emisión original |
| --- | --------------------------------------------------------------------------- | --------------------------- | --------------------- | ------------------------- |
| 1 | «The Great Good Place» «El mejor de los lugares»                            | Mike Flanagan               | Mike Flanagan         | 9 de octubre de 2020      |
| En el Norte de California, en 2007, una mujer asiste a una cena de ensayo para una boda. Allí, ella cuenta la historia de una au pair, que se remonta a 1987 en Londres. La estadounidense Dani Clayton es contratada por Henry Wingrave para cuidar de su sobrino y su sobrina en su mansión en Bly, (reubicada en Hampshire, originalmente situada en Essex). Cuando Dani llega a la mansión con el cocinero, Owen, se encuentra con los niños, Miles y Flora, y con la ama de llaves, Hannah Grose. Flora le advierte a Dani que no salga de su habitación por la noche, pero Dani la ignora. Encuentra muchos talismanes esparcidos por la mansión, uno de los cuales pertenece a la anterior au pair, Rebecca Jessel, que supuestamente se suicidó. Hannah describe los talismanes como una protección para Flora. Cuando Dani tropieza con el talismán de La Dama del Lago una noche, es encerrada en el armario de Flora por Miles. Entra en pánico y ve un espectro con ojos brillantes que ha visto repetidamente en un espejo en la parte de atrás del armario. Dani sale del armario unas horas después y el talismán de la Dama del Lago vuelve a estar bajo la cómoda de Flora, como siempre. Ella nota pasos fangosos entrando en la mansión, y cuando los sigue fuera, ve a Miles y Flora mirándola desde las ventanas de sus dormitorios. |                                                                             |                             |                       |                           |
| 2 | «The Pupil» «El alumno»                                                     | Ciarán Foy                  | James Flanagan        | 9 de octubre de 2020      |
| Dani habla con los niños sobre encerrarla en el armario y les dice que aunque los perdona, no cree su historia. En un analepsis de sus días en la escuela, Miles se sube a un árbol alto y salta, rompiéndose el brazo. El comportamiento de Miles se vuelve cada vez más errático, haciendo peleas, matando pequeños animales, y finalmente es expulsado. Se sugiere que Miles quería ser expulsado, ya que tiene una carta de Flora que dice «Vuelve a casa». En el presente, Dani hace que Flora y Miles hagan las tareas de la casa, dándoles un respiro a Hannah (la ama de llaves) y a Jamie (la jardinera). Más tarde, Flora ordena la habitación de Dani y esta tiene un ataque de pánico cuando Flora se prueba un par de gafas rotas que encuentra entre las cosas de Dani. Ella sale corriendo, luchando por respirar, y es consolada por Jamie. Miles actúa de forma desconcertantemente adulta con Dani, lo que la asusta. Mientras juegan al escondite, Dani descubre una foto de Rebecca y su amante, que es la misma aparición que Dani vio antes en el parapeto, y aparece allí de nuevo. Miles cae inconsciente y distrae a Dani del fantasma. Cuando Dani se da la vuelta, el fantasma le sonríe misteriosamente a Miles. |                                                                             |                             |                       |                           |
| 3 | «The Two Faces, Part One» «Las dos caras (Parte 1)»                         | Ciarán Foy                  | Diane Ademu-John      | 9 de octubre de 2020      |
| Un analepsis a un año antes revela que el fantasma que Dani vio antes es Peter Quint, que trabaja con Henry y conoce a Rebecca Jessel cuando hace la entrevista para el puesto de au pair. Rebecca llega a Bly Manor con Peter. Coquetean y comienzan una relación. Flora le regala a Rebecca la muñeca que hizo de ella. Peter se vuelve posesivo con Rebecca y cada vez más celoso de las interacciones de ella con Owen. La foto que Dani encontró se revela que fue tomada por Peter en el ala prohibida de la casa, y que Hannah desaprobaba su relación. En el presente, la policía no encuentra a Peter en los terrenos. Los adultos permanecen despiertos toda la noche y, suponiendo que Peter está vivo, deducen que puede no saber que Rebecca está muerta y, por lo tanto, puede estar acechando los terrenos. Flora es encontrada en el lago por la mañana, mirando al fantasma de Rebecca. Flora y Miles declaran la hora del cuento y Miles presenta una historia sobre marionetas que olvidaron a su creador y se burlaron de él, pero la hora del cuento termina abruptamente cuando el teléfono suena para hacerles saber que la madre de Owen había muerto. Cuando Jamie se va por la noche, Dani tiene un ataque de pánico una vez más y grita al ver que el espectro con los ojos brillantes aparece ante ella. |                                                                             |                             |                       |                           |
| 4 | «The Way It Came» «Los amigos de los amigos»                                | Liam Gavin                  | Laurie Penny          | 9 de octubre de 2020      |
| En analepses, Dani está comprometida con su amigo de la infancia Edmund, a pesar de que esconde su sexualidad. Se siente presionada a continuar con el compromiso ya que la familia de Edmund ya la ha aceptado como una de los suyos. Una noche durante una cita, Edmund se da cuenta de que Dani no quiere casarse con él y los dos se pelean en el coche. Mientras Edmund sale furioso del coche, no se da cuenta de que se acerca un camión que lo atropella y lo mata. Una Dani traumatizada ve el espectro de Edmund por primera vez en el hospital y planea dejar el país sin avisar a nadie. La inconsciente madre de Edmund visita a Dani y le da las gafas de Edmund justo antes de que llegue el taxi de Dani al aeropuerto. En Bly Manor, Dani decide no ir al funeral de la madre de Owen, pero después se une al resto del personal de la casa en una hoguera. Allí, Jamie inicia un homenaje tradicional de los muertos, «tirando huesos al fuego», pero Dani no participa. Ella y Jamie van juntas al invernadero y se besan, durante lo cual Dani se asusta por el espectro de Edmund. Más tarde esa noche, Dani se despierta en un estupor de borrachera, pero Flora nota la muñeca sin rostro en su casa de muñecas. Flora y Miles distraen a Dani, impidiéndole ver un espíritu femenino vestido de blanco deambulando por la mansión. Después de acostar a los niños, Dani regresa al fogón y quema las gafas de Edmund. |                                                                             |                             |                       |                           |
| 5 | «The Altar of the Dead» «El altar de los muertos»                           | Liam Gavin                  | Angela LaManna        | 9 de octubre de 2020      |
| Hannah pasa de un evento a otro en diferentes momentos, algunos reales y otros imaginarios. Ella vuelve repetidamente al día en que entrevista por primera vez a Owen para el puesto de cocinero, así como a la noche de la hoguera cuando él se ofrece a llevarla a París. También vuelve al momento en que Rebecca trabaja en la mansión; Hannah desaprueba la aventura de Rebecca con Peter Quint, a quien sorprende robando pertenencias de los Wingrave. Hannah recuerda una noche en la que Peter le dice a Rebecca que planea mudarse a Estados Unidos y la convence de que se le una más tarde. Cuando Peter sale de la habitación de Rebecca, es visto por Miles y Flora, y de repente es asesinado por la «Dama del Lago», el fantasma sin rostro vestido de blanco que arrastra el barro hasta la casa. Inmediatamente reencarnado en un fantasma, Peter descubre que tiene la capacidad de poseer a Miles. Volviendo a la entrevista de Hannah con Owen, le advierte de que algo va mal con Miles. Esto culmina cuando Hannah sigue a Miles hasta el bosque, donde lo ve hablando con Peter. Él posee a Miles y empuja a Hannah al pozo, matándola. Hannah mira fijamente al pozo cuando Dani llega a la mansión, revelando que fue asesinada justo antes de ese momento y que, sin saberlo, ha sido un fantasma desde la llegada de Dani. El episodio termina en la hoguera, donde Hannah accede a ir a París con Owen, solo para mirar hacia arriba y verle brindar mientras se despede y se va con Jamie. Hannah los persigue, llamando a Owen para que espere, pero se desvanecen en la oscuridad. |                                                                             |                             |                       |                           |
| 6 | «The Jolly Corner» «El rincón feliz»                                        | Yolanda Ramke & Ben Howling | Rebecca Leigh Klingel | 9 de octubre de 2020      |
| Analepses revelan que Henry se acostaba con la esposa de su hermano Dominic, Charlotte, antes de su muerte y es el padre biológico de Flora. Después de deducir esto, Dominic corta los lazos con Henry, reafirmándose como el padre de Flora y prohibiéndole a Henry contactar con la familia o poner un pie en Bly Manor. Dominic y Charlotte viajan entonces a India en un intento de salvar su matrimonio, pero mueren allí en un accidente. En el presente, Henry bebe mucho y se niega a responder a las llamadas de Dani cuando Flora se comporta de forma extraña y es sonámbula. Por la noche llama a la mansión esperando que Flora responda, colgando sin decir una palabra cuando alguien más lo hace. Dani se vincula con Jamie y las dos duermen juntas. Mientras tanto, Flora da repetidamente «saltos entre sueños», volviendo al pasado en sueños sobre Charlotte y un niño fantasma sin rostro que encontró en su habitación. También habla con el fantasma de Rebecca, que la visita por la noche y es la causa de estos sucesos. Flora, cansada de los saltos entre sueños, se enfrenta al fantasma de Rebecca una noche cuando Dani entra de repente en su habitación. Ella ve al fantasma de Rebecca, así como al de Peter en el pasillo. Mientras intenta huir con Flora, Miles se acerca a Dani por detrás y la deja inconsciente. |                                                                             |                             |                       |                           |
| 7 | «The Two Faces, Part Two» «Las dos caras (Parte 2)»                         | Yolanda Ramke & Ben Howling | The Clarkson Twins    | 9 de octubre de 2020      |
| En analepses, el recién muerto Peter aprende la mecánica de ser un fantasma en Bly Manor; es capaz de poseer a los vivos temporalmente, pero puede hacerlo permanentemente si es invitado. Si un fantasma permanece en Bly Manor por mucho tiempo, perderá su cara junto con su sentido de sí mismo. Peter se revela como un fantasma a Rebecca y la convence de que pueden estar juntos para siempre si ella lo invita a poseerla. Rebecca está de acuerdo con esto, pero Peter entra en el lago con su cuerpo, ahogándola y convirtiéndola en un fantasma también. Rebecca se horroriza y se siente traicionada por esto, pero Peter la convence de un nuevo plan: usando el mismo método, poseerán permanentemente a Miles y Flora, permitiéndoles comenzar nuevas vidas juntos. En el presente, Peter, Rebecca, Miles y Flora atan y amordazan a Dani en el ático mientras los fantasmas llevan a cabo su plan. Miles y Flora aparentemente los invitan a entrar, dejando que Peter y Rebecca los posean permanentemente. Cuando Hannah les llama desde cerca, Peter, como Miles, la distrae y la lleva al pozo donde la mató, forzándola a aceptar que es un fantasma. En el ático, Flora revela que ella y Rebecca solo pretendían llevar a cabo la plena posesión y que el fantasma de Rebecca sigue separada. Flora libera a Dani, que intenta escapar de la mansión con ella. Al salir, Dani es atacada por la Dama del Lago. |                                                                             |                             |                       |                           |
| 8 | «The Romance of Certain Old Clothes» «La leyenda de ciertas ropas antiguas» | Axelle Carolyn              | Leah Fong             | 9 de octubre de 2020      |
| Hace siglos, el dueño de Bly Manor, Willoughby, muere, dejando huérfanas a sus dos hijas, Viola y Perdita. Viola se casa con su primo lejano, Arthur Lloyd, para disgusto de Perdita, que también siente algo por Lloyd. Después de dar a luz a una hija, Isabel, Viola se enferma de una enfermedad pulmonar. Durante la visita de un sacerdote, Viola rechaza la extremaunción, insistiendo en que «no se irá». Se vuelve cada vez más amargada y enojada a medida que su enfermedad empeora, y se aísla de la familia, saliendo frecuentemente de su dormitorio para buscar a su hija. Perdita, que ya no puede tolerar el empeoramiento de la enfermedad de su hermana, asfixia a Viola hasta la muerte y se casa con Arthur poco después. Al negarse a dejar la Tierra después de la muerte, el espíritu de Viola queda atrapado en un gran cofre de la mansión, lleno de vestidos y joyas que dejó para Isabel. Las finanzas de Arturo disminuyen y, a riesgo de perder la casa, Perdita abre el cofre, con la esperanza de vender la herencia de Isabel para mantenerlos a flote. El espíritu de Viola emerge del cofre y mata a Perdita. Al encontrar el cadáver de Perdita, Arturo teme que el cofre esté maldito y lo hunde en el lago de la propiedad antes de irse con Isabel. Viola se convierte en la Dama del Lago, saliendo del agua por la noche para buscar a su hija en la mansión y matando a cualquiera que se encuentre en su camino. A lo largo de los siglos, su memoria se desvanece junto con su rostro.                                                                                 |                                                                             |                             |                       |                           |
| 9 | «The Beast in the Jungle» «La bestia en la jungla»                          | E. L. Katz                  | Julia Bicknell        | 9 de octubre de 2020      |
| Mientras Viola arrastra a Dani por la garganta, es interceptada por Flora. El fantasma de Viola, cuyo único propósito es buscar a su hija, lleva a Flora al lago para ahogarla. Dani salva a Flora dejando que el fantasma de Viola habite en su cuerpo, liberando así a todas las almas atrapadas que murieron en la casa a lo largo de los siglos. Henry regresa a Bly Manor para criar, en Estados Unidos, a los niños como si fueran suyos, mientras Owen y Jamie encuentran el cuerpo de Hannah en el pozo. Dani y Jamie se van a Estados Unidos para empezar una vida juntas y finalmente se comprometen. Después de cinco años, Dani empieza a ver el reflejo de Viola y le preocupa que su aparición pueda dañar a Jamie. Durante su visita al restaurante de Owen en Francia, revela que Flora y Miles no recuerdan los eventos en la Mansión Bly y solo tienen recuerdos felices. Dani se despierta una noche con su mano alrededor del cuello de Jamie. Sin querer arriesgar la vida de Jamie, Dani regresa a la Mansión Bly y se ahoga en el lago, tomando el lugar de Viola. La narradora, que ahora se revela como una Jamie de mediana edad, termina la historia y disfruta del banquete de bodas de una ya adulta Flora, con Miles, Owen y Henry. En su habitación de hotel, Jamie espera junto a la puerta, con la esperanza de reunirse con el fantasma de Dani, que la vigila mientras se duerme. |                                                                             |                             |                       |                           |

## Producción

### Desarrollo
En una entrevista con Entertainment Weekly en octubre de 2018, sobre el tema de La maldición de Hill House, Flanagan dijo: «No quiero especular demasiado sobre la segunda temporada hasta que Netflix, Paramount y Amblin nos hagan saber si quieren una. Lo que diré, sin embargo, es que hasta donde yo sé, la historia de la familia Crain está contada. Está terminada».
El 21 de febrero de 2019, Netflix anunció una serie de seguimiento a Hill House. Titulada La maldición de Bly Manor, está basada en The Turn of the Screw de Henry James. Aunque serviría como una serie de seguimiento de La maldición de Hill House, es una historia independiente, indicando que no habría «ningún vínculo dramático entre La maldición de Bly Manor y su predecesora». Aunque la fuente prominente para la adaptación es The Turn of the Screw, la temporada también adapta (algunas más vagamente) múltiples obras de James, algunas de las cuales nunca habían sido adaptadas anteriormente, incluyendo La leyenda de ciertas ropas antiguas y The Jolly Corner.

### Casting
Victoria Pedretti y Oliver Jackson-Cohen regresan como nuevos personajes: Pedretti en el papel de Dani, «una institutriz que cuida de dos niños muy inusuales», y Jackson-Cohen interpreta a Peter, «un tipo encantador». Henry Thomas, Carla Gugino, Kate Siegel y Catherine Parker también regresaron para Bly Manor.

### Filmación
La serie entró en producción el 30 de septiembre de 2019, y finalizó el 21 de febrero de 2020, menos de un mes antes del comienzo de la pandemia de COVID-19.

## Recepción
En el agregador de reseñas Rotten Tomatoes, el 88% de las 92 reseñas son positivas, y la calificación promedio es de 7,29/10. El consenso crítico dice, «Puede que no sea tan aterradora como su predecesora, pero con un montón de trucos espeluznantes dentro de sus salas embrujadas y un fuerte sentido del corazón, La maldición de Bly Manor es otra sólida entrada en la creciente horrorografía de Mike Flanagan». En Metacritic, la serie recibió un promedio ponderado de 62 de 100 basado en 17 reseñas, indicando «críticas generalmente favorables».